# Basílica de Nostra Senyora de Begoña
La Basílica de Nostra Senyora de Begoña és el santuari de la Mare de Déu de Begoña, patrona del senyoriu de Biscaia, situada a la seva capital, Bilbao.

## Història

### Edifici primitiu
Gràcies a un inventari realitzat en 1503 es coneix que el temple primitiu consistia d'una única nau teulada en fusta, amb una capella de pedra que contenia la verge i un cor, així com una calostra o pòrtic de fusta. No sabem res sobre les dimensions de l'edifici, però probablement les seves traces coincideixin amb les de la nau central de la basílica actual. La presidia un retaule d'estil flamenc, de molta grandària, que contenia 14 taules amb imatges de la vida de Maria. Possiblement tingués una configuració similar al retaule de la col·legiata de Cenarruza, però a major escala.

### Edifici actual

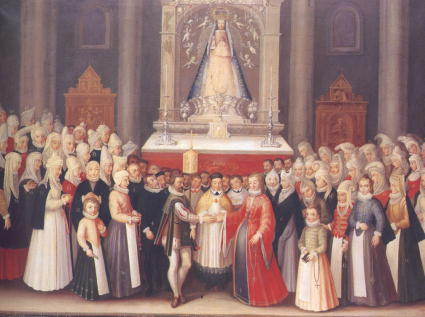
Interior de la basílica a començament del.

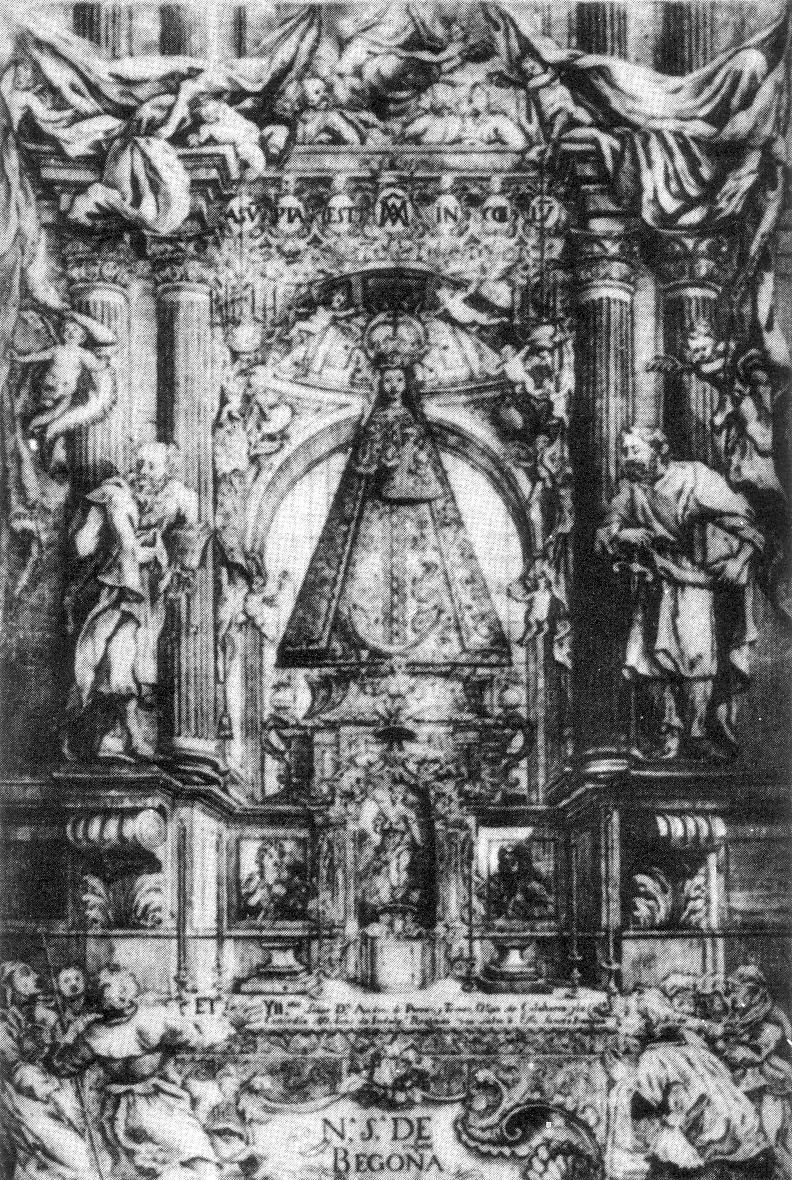
El retaule de 1640.

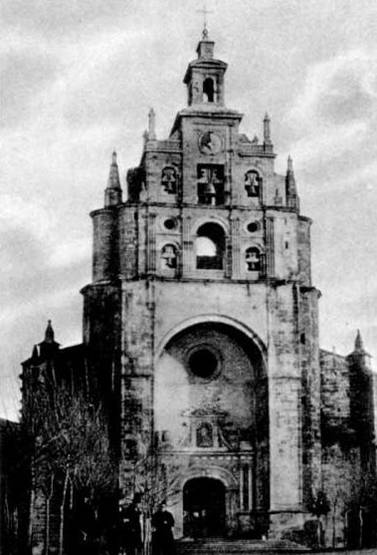
la basílica en 1854.

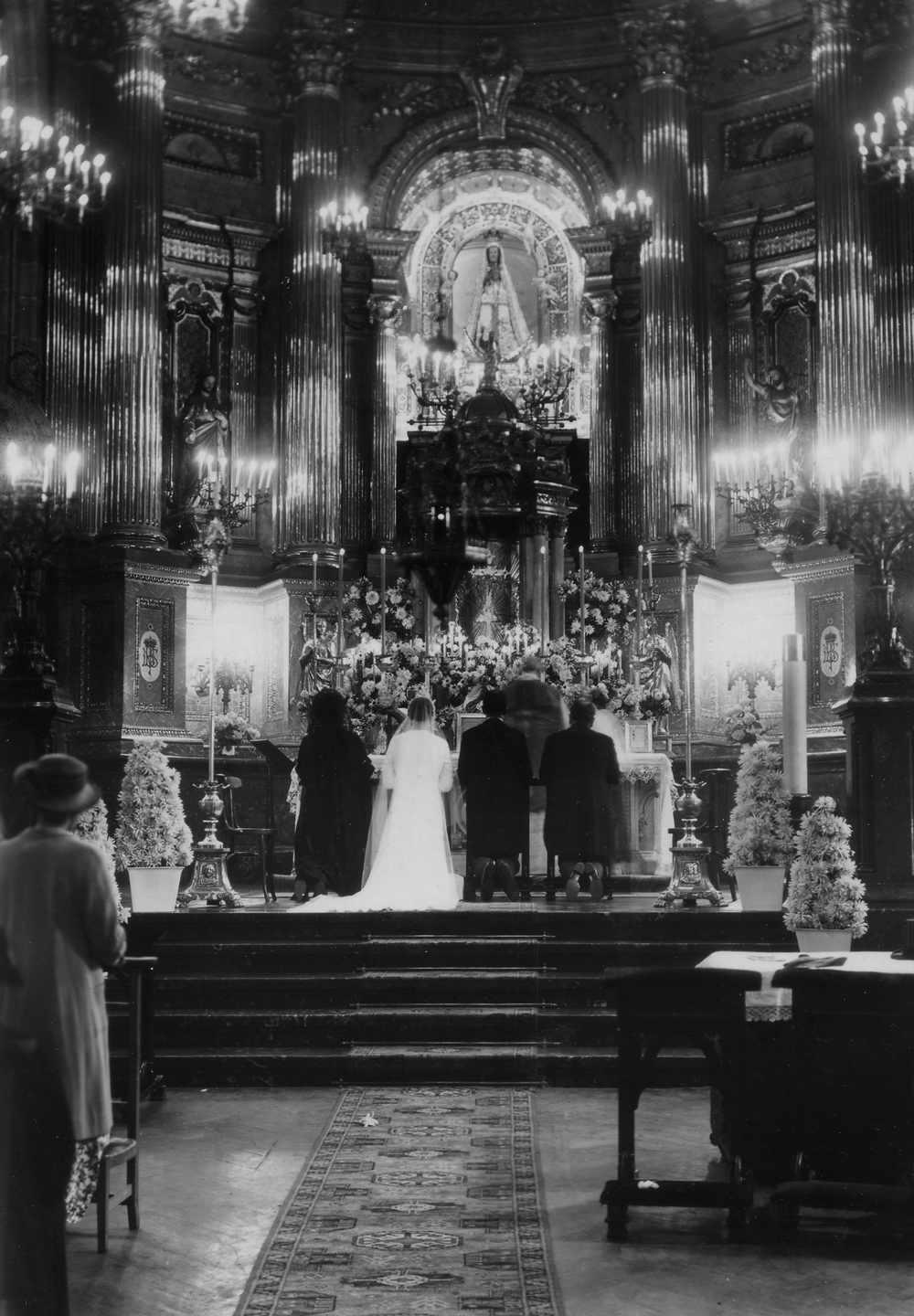
la basílica en 1930.

Les obres de construcció del present santuari van començar en la primera dècada del segle xvi, sota la traça de Sancho Martínez de Asego, la torre serà dissenyada per Martín de Garita. Consta d'una nau àmplia nau central amb absis poligonal i dues naus laterals lleument més baixes cobertes amb volta de creuer dins del segle xvii, sobre deu robusts pilars cilíndrics. Al llarg del segle que van durar les obres, va variar alguna cosa el rumb unitari de l'estil gòtic, ja que, a mitjan segle xvi, la portada principal es formula com un magnífic arc de triomf manierista, que recorda molt a les obres castellanes de Gil de Hontañón. La resta guarda l'estil unitari gòtic referit, encara que el Cor deixa veure el tarannà classicista del seu tracista. Les obres es van pagar gràcies a les almoines dels fidels, en la seva major part veïns de la Vila de Bilbao (en aquell temps independent de l'elizate de Begoña). Testimoniatge d'això són els escudets que coronen els pilars de la nau central, que contenen no les armes de famílies nobiliàries, sinó els emblemes de mercaders i gremis de la Vila. La imatge de la Verge no es va poder traslladar a la seva nova església fins a desembre de 1603, quan va ser instal·la en un modest altar. L'historiador i artista Francisco Mendieta, pinta, en 1607, una escena de noces a l'interior de la recentment consagrada església. En 1640 es contracta a l'arquitecte i escultor Pedro de la Torre la realització d'un retaule que substituís a aquell, tan humil, que pinta Mendieta. L'execució d'aquest retaule es deurà finalment a l'escultor Antonio de Alloytiz.

### Invasió napoleònica i primera guerra carlina
Begoña va ser colpejada per la guerra el 5 d'agost de 1808, quan les tropes napoleòniques, comandades pel general Merlín, van saquejar la Vila i el santuari, assassinant-n'hi al rector. Durant les últimes fases de la guerra, Begoña cobra una gran rellevància estratègica a causa de la seva posició de domini sobre la Vila. Aquest fet provocarà grans destrosses a l'edifici. A causa d'aquest avantatge estratègic, Begoña serà escollida per Tomás de Zumalacárregui per instal·lar una bateria artillera durant el setge de Bilbao, la qual cosa la va convertir en objectiu preferent de les tropes assetjades a l'església. Malgrat haver-se mantingut gairebé indemne fins a la retirada dels carlins, en 1835 les tropes liberals, per evitar el seu ús per l'enemic, van procedir a minar el campanar, desplomant-se'n sobre part de les voltes, destruint-les. Una any després les tropes carlistes van tornar a intentar conquistar Bilbao, però en aquesta ocasió van ser les tropes liberals les que van ocupar Begoña, transformant-la en fortí. La soldadesca va cremar com a combustible tot el que quedava a l'església, altars, retaules, armaris… fins i tot l'entarimat del temple va ser consumit per les seves fogueres. La imatge de la verge va ser salvada gràcies al fet que els seus devots van tenir la precaució de traslladar-la a l'Església de Santiago (avui Catedral) de la Vila. L'inventari ordenat pel govern en 1838 indica, al·ludint a l'estat de ruïna del temple, que "ni encara té l'absolutament precís".

### Reconstrucció
Les obres de reparació del temple van ser pagades per l'ajuntament de l'elizate, ja que el cabildo de Begoña es trobava en fallida després de la guerra, i l'1 d'agost de 1841 la imatge va ser retornada al seu santuari. Les obres de la nova torre van acabar en 1850, tot i que el 1862 un llamp va enderrocar la seva part superior. S'hi va instal·lar el primer parallamps de la seva història poc després de reconstruir la part destruïda. D'aquesta època data el retaule actual, obra neobarroca de Modesto Echániz, en 1869.

### Segona guerra carlina
En 1873 la guerra torna a Begoña, transformant de nou el santuari en fortalesa, primer pels carlins, que, en ser expulsats se'n portaran la imatge. Després de l'ocupació de la basílica pels liberals aquesta sofreix un bombardeig continu i diversos intents d'incendi, de nou, desplomant-se la torre sobre la volta de la nau.

### Segona reconstrucció i Intervencions contemporànies
En 1876 s'inicien novament les obres de restauració, que van culminar amb la finalització, per tercera vegada, de la torre, en 1881. La nova torre tindrà curta vida, ja que en 1900, després de la coronació canònica de la imatge de la Verge, va començar la seva demolició. El 27 de març de 1908 Roma va atorgar al temple el rang de basílica menor. En 1928 l'església va ser consagrada de nou, lluint ja la nova torre, obra de l'arquitecte José María Basterra. Durant els anys posteriors a la reforma litúrgica, es va procedir a l'eliminació del gran expositor que es trobava als peus de verge, així com de les estàtues dels apòstols que jalonaven els pilars de la nau. En 1993 s'escometen obres de neteja de la pedra i reparació del rellotge i carilló de la torre.

## "La Salve" i la Basílica de Begoña
El barri bilbaí de "La Salve" rep el seu nom del fet que el revolt de la Ria de Bilbao que passa al costat d'aquest barri era el primer lloc des del qual els mariners que tornaven a la ciutat veien les torres de la basílica de Begoña, i allí començaven tradicionalment a resar una "Salve" a la Verge, en agraïment per haver-los protegit en els seus viatges mariners.

## La Basílica de Begoña en la història del País Basc
La basílica de Begoña formava part del perímetre defensiu de Bilbao durant els setges carlins del segle xix, resultant-ne danyada. El general carlí Zumalacarregui va ser mortalment ferit a la rodalia de la basílica, tot la qual cosa va fer de la basílica un santuari carlista.
L'esplanada enfront de la basílica va ser testimoni dels Successos de Begoña. El 16 d'agost de 1942 una bomba va ser llançada a la sortida de la basílica, suposadament per falangistes, sobre un grup de carlins, amb el resultat de diversos ferits. Un falangista, Juan José Domínguez, va ser afusellat com a càstig, encara que la seva participació en els fets és discutida per alguns.

## Culte i festivitats
La Basílica de Begoña està adscrita a la Santa Basílica de Sant Joan de Laterà, per la qual raó es pot adquirir indulgència plenària segons les condicions acostumades. Les festivitats més importants tenen lloc els dies 15 d'agost, dia de l'Assumpció de Maria, i l'11 d'octubre, festivitat de Begoña (també anomenat "Dia de l'Amatxu", mare en basc). És ja tradició antiga que la Confraria de Begoña organitzi sengles actes.